# Toma de Chanal
La Toma de Chanal es el nombre con el que se conoce la ocupación de Chanal, Chiapas por un grupo de indígenas armados del Ejército Zapatista de Liberación Nacional el 1 de enero de 1994.

## La ocupación
Los indígenas del EZLN prepararon el ataque cortando el suministro eléctrico de la localidad de Chanal a las 11 de la noche del día 31 de diciembre. Posteriormente utilizaron los cables para bloquear el camino que lleva a San Cristóbal de las Casas. A las cuatro de la madrugada del día 1 de enero, sin declaración previa, comenzaron el ataque sobre la población hiriendo en una oreja al civil Sergio Hernández Pérez, quién no obstante, pudo dar aviso a Seguridad Pública. Se inició un tiroteo entre los nueve elementos de destacamento del orden y los insurgentes a raíz del cual, el Comandante Santiago López Flores recibió dos disparos, uno en el hombro y otro en el abdomen, que la causaría la muerte días después. En la misma acción los insurgentes mataron al elemento de la Seguridad Pública Abel Gómez. El resto del destacamento se rindió y entregó uniformes y armas a los insurgentes.
Los alzados también dispararon y mataron al profesor Ricardo López Gómez cuando intentaba salir de la localidad en su microbús. El microbús quedó en poder de los insurgentes. Una vez ocupada la población la sometieron a cerco del que pudieron escapar siete personas. Uno de ellos, Marcelino Gómez López, declararía que el EZLN no permite la salida de ningún habitante «hasta que la población se incorpore al movimiento rebelde».
Los rebeldes tomaron el Palacio Municipal y lo destruyeron. Luego citaron a la gente alrededor de las seis de la mañana para identificarse como miembros del Ejército Zapatista de Liberación Nacional y exponer sus razones, al negarse, mantuvieron incomunicada a la población desde su ocupación, hasta su retirada cinco días después debido a la llegada del Ejército Mexicano quien finalmente libera la ciudad.